# دنی دیواین (بازیکن فوتبال، زاده ۱۹۹۷)
دنی دیواین (انگلیسی: Danny Devine؛ زادهٔ ۴ سپتامبر ۱۹۹۷) بازیکن فوتبال اهل بریتانیا است.
از باشگاه‌هایی که در آن بازی کرده‌است می‌توان به باشگاه فوتبال برادفورد سیتی اشاره کرد.